# Трнова (Угљевик)
Трнова је насељено мјесто у општини Угљевик, у Републици Српској.

## Географија
Насељено мјесто Трнова је подјељено на Горњу Трнову, Доњу Трнову, и Средњу Трнову.

## Знамените личности
- Филип Вишњић
- Петар Ђурковић
- Милан Јовић
- Хајрудин Мешић
- Михаило Ристић

## Историја
У Горњој Трнови, у кући Вилића, на „Вилића гувну“, 1767. године родио се слијепи пјесник Филип Вишњић.

### Трнова у Другом свјетском рату
Доња Трнова је познато партизанско мјесто из Другог свјетског рата. Један период времена овдје је де факто постојала слободна партизанска територија. У овом селу налазила се партизанска болница 6. источнобосанке пролетерске бригаде, у којој су рањенике лијечили др Менто Салом и Роза Папо.
Доња Трнова је била сигурно партизанско уточиште и база из које се ишло у акције у околна мјеста. Своје уточиште у овом селу су пронашли и сремски партизани који су се 1942. године пребацили преко ријеке Саве у Босну. Недалеко од овог села формиране су и прве двије војвођанске бригаде: I војвођанска НОУ бригада у Брђанима и II војвођанска НОУ бригада у манастиру Тавна. О тим данима говори пјесма „Кад су Сремци кренули са те Фрушке горе“
Доња Трнова је у Другом свјетском рату четири пута била спаљена. Најтеже је страдала приликом напада 13. СС „Ханџар“ дивизије, априла 1944. године. Иако је прије напада читаво село, заједно са партизанима и болницом, било евакуисано, болница са собом није могла да поведе и тешко рањене борце, те су њих смјестили у подземна скровишта, тзв. „базе“. Након уласка „Ханџар“ дивизије у село базе су откривене што је довело до трагедије и ликвидације рањеника.

## Знаменитости
- Спомен кућа „Ослобођења“ — први број трновског дневног часописа „Ослобођење“ оштампан је у овом селу. Кућа у којој се налазила штампарија адаптирана је у музеј.
- Спомен-гробље са спомеником борцима Срема и источне Босне — у сјећање на заједничку борбу Сремаца и Босанаца, након рата, 1952. године изграђен је достојан споменик са костурницом гдје почивају посмртни остаци учесника НОБ-а. Централни дио споменика је фигура војника, издигнута на постољу, који у лијевој руци носи пушку, а десну руку држи испружену и „позива у борбу“. Постоји мишљење да је овај споменик у овом положају јер је окренут према Фрушкој гори и сличном споменику на Иришком Венцу. Испод споменика се налази бронзани рељеф са приказом преласка сремских партизана преко Саве. У парку око споменика налазе се плоче са именама бораца из разних крајева СФРЈ, чије кости леже у костурници.

Након посљедњег рата у БиХ, народ овог краја, уз велики утицај СПЦ и владике зворничко-тузланског Василија, на ово окупљалиште присталица НОП-а и гробље партизана разних националности, поставља и православни крст.
- Спомен обиљежје у Горњој Трнови, на мјесту на коме је била родна кућа Филипа Вишњића.